# 草野誼
草野 誼（くさの よしみ）は、日本の漫画家。埼玉県出身。同じく漫画家のくりきあきこは妻。

## 代表作品

### 連載
- かんかん橋をわたって（『YOU』、平成14～18年・全60話）
- ガレージ・ママ（平成11～12年）
- 桜人（『フォアミセス』平成18年・3回連載）
- おなかまるだしこちゃん（『フォアミセス』平成20年・3回連載）
- 愚者の皮
  - 愚者の皮 あよ編
  - 愚者の皮 チガヤ編
  - 愚者の皮 メグリ編

### 読み切り

#### 平成2年
- この街の他人（雑誌イフ11月号・セブン新社）

#### 平成3年
- アフター・ディナー（雑誌イフ1月号・セブン新社）
- 復顔（雑誌イフ3月号・セブン新社）
- 日没まで（雑誌イフ5月号・セブン新社）
- 樟脳の部屋（雑誌イフ6月号・セブン新社）
- 仮眠（かりね）の枕（雑誌イフ7月号・セブン新社）
- セルフ・マーケット（雑誌イフ8月号・セブン新社）
- エリアマップ'91（雑誌イフ9月号・セブン新社）
- ねむり男（雑誌イフ10月号・セブン新社）
- 4人のテーブル（雑誌イフ11月号・セブン新社）
- 人絹の肌（雑誌イフ12月号・セブン新社）

#### 平成4年
- 真夜中は何曜日?（雑誌イフ1月号・セブン新社）
- 歩いて行ける場所（雑誌イフ2月号・セブン新社）
- 深夜通信（雑誌イフ3月号・セブン新社）
- 春眠の家（雑誌イフ4月号・セブン新社）
- ラスト・エスケープ（雑誌イフ6月号・セブン新社）
- 午の首イフ増刊奇妙な出来事（7月）・セブン新社）
- 恋のメニュー（雑誌イフ7月号・セブン新社）
- 花の名前（雑誌イフ8月号・セブン新社）
- 向う側の三人（原作のみ・作画＝東克美）（雑誌イフ8月号・セブン新社）
- 硯坂下極楽ツアー（雑誌イフ9月号・セブン新社）
- 秋の祭典（雑誌イフ10月号・セブン新社）
- 駅まで30分（雑誌イフ11月号・セブン新社）

#### 平成5年
- 遥か群衆を離れて（YOUスペシャル1月・集英社）
- かくも長き不在（雑誌イフ2月号・セブン新社）
- 春のあなたへ（YOU4月号・集英社）
- 夕焼けスニッカーズルージュ5月号・竹書房）
- きんぎょひめ（ルージュ6月号・竹書房）
- なつのおとしご（ルージュ8月号・竹書房）
- 名残の薔薇第一章（ルージュ10月号・竹書房）

#### 平成6年
- 名残の薔薇第二章・アグリ求婚される（ルージュ1月号・竹書房）
- 名残の薔薇第三章・最後の晩餐（ルージュ2月号・竹書房）
- サウスカロライナ電機埼玉工場（オフィス・ユー3月号・集英社）
- 名残の薔薇最終章（ルージュ（不明）月号・竹書房）
- お父さんの帰らざる日々（4コマ）（キュートペット4月・ワニマガジン社）
- うさぎのねどこ（雑誌イフ5月号・セブン新社）
- 夏来にけらし（雑誌イフ7月号・セブン新社）
- 夏草の家（雑誌イフ8月号・セブン新社）
- 空にはいつも満天の雲（雑誌イフ9月号・セブン新社）
- 暮らしの妙薬（雑誌イフ11月号・セブン新社）
- 傍受（原作：木村珠美、YOUスペシャル11月・集英社）

#### 平成7年
- ついのすみか（雑誌イフ1月号・セブン新社）
- てのひらの春（雑誌イフ3月号・セブン新社）
- 桜は春を待ちながら（雑誌イフ5月号・セブン新社）
- 赤い屋根の家（デジール6月号・秋田書店）
- 明日も君に逢えるなら（雑誌イフ7月号・セブン新社）
- 秋が私の指にさわった（雑誌イフ9月号・セブン新社）
- 養父乃内（やぶのうち）
- 婦人（雑誌イフ11月号・セブン新社）

#### 平成8年
- 愛よりも深く（雑誌イフ1月号・セブン新社）
- あなたがいたから（雑誌イフ3月号・セブン新社）
- 収納ノ知恵（雑誌イフ5月号・セブン新社）
- 窓をあけたら（ソーイングブック・コレット7月号・秋田書店）
- 午後の風景（雑誌イフ7月号・セブン新社）
- 若葉のころ（ソーイングブック1・デジール8月号・秋田書店）
- 秋のてっぺん（ソーイングブック2・デジール10月号・秋田書店）
- 冬の繭（まゆ）（ソーイングブック3・デジール12月号・秋田書店）

#### 平成9年
- 海より遠い場所（YOUスペシャル1月・集英社）
- そして、また来る春（ソーイングブック4・デジール2月号・秋田書店）
- れんげの海（ソーイングブック5・デジール4月号・秋田書店）
- ころもがえの季節（ソーイングブック6・デジール6月号・秋田書店）
- 夏雲のむこうの国（ソーイングブック7・デジール8月号・秋田書店）
- 10月の空の下（ソーイングブック8・デジール10月号・秋田書店）
- われもこう（別冊YOU11月6日号・集英社）
- ひとりぼっちの椅子（ソーイングブック9・デジール12月号・秋田書店）

#### 平成10年
- みどりのふく（ソーイングブック10・デジール2月号・秋田書店）
- 子供の地図（ソーイングブック11・デジール4月号・秋田書店）
- 子供の大陸（ソーイングブック12・デジール5月号・秋田書店）
- 子供の地平線（ソーイングブック13・デジール6月号・秋田書店）
- ゆびきり（ソーイングブック14・デジール8月号・秋田書店）
- ガレージ・ママ（もうひとつのガレージ・ママに改題）（別冊YOU9月25日号・集英社）
- 秋のみみたぶ（ソーイングブック15・デジール10月号・秋田書店）
- 木枯らしの贈り物（ソーイングブック16・デジール12月号・秋田書店）

#### 平成11年
- ゆきはふりつむ（ソーイングブック17・デジール1月号・秋田書店）
- さんぽ道・帰り道（ソーイングブック18・デジール2月号・秋田書店）
- たんぽぽの空（ソーイングブック19・デジール 月号・秋田書店）

#### 平成12年
- 青い三輪車（デジール4月号・秋田書店）
- 幸福（雑誌イフ5月号・セブン新社）
- いくたびか風は吹く（デジール10月号・秋田書店）
- おみせやさんたろう（デジール2月号・秋田書店）

#### 平成13年
- 人生の半分（雑誌イフ3月号・セブン新社）
- おべんとう放浪記（デジール6月号・秋田書店）
- いっぱいあるある物語（デジール10月号・秋田書店）

#### 平成18年
- ガレージ・ママ（デジール・秋田書店）

#### 平成20年
- 日本おそうざい大全（隔月連載・ほんとうにあった主婦の体験・ぶんか社）